# 유로포르피리노젠 III
유로포르피리노젠 III(영어: uroporphyrinogen III)는 테트라피롤로 헴, 엽록소, 비타민 B12 및 시로헴의 생합성 과정에서의 첫 번째 거대고리 대사 중간생성물이다. 유로포르피리노젠 III는 다른 포르피리노젠들처럼 무색의 화합물이다.

## 구조
유로포르피리노젠 III 의 분자 구조는 헥사하이드로포르핀 코어로 설명할 수 있는데, 여기서 각각의 피롤 고리는 가장 바깥쪽에 있는 두 개의 탄소에 결합된 수소 원자가 아세틸기(−CH2COOH, "A") 및 프로피오닐기(−CH2CH2COOH, "P")로 치환되어 있다. 이들 작용기들은 비대칭적으로 결합되어 있는데, 거대고리를 따라 AP-AP-AP-PA 순서이다.

## 생합성 및 물질대사
일반적인 포르피린 생합성 경로에서 유로포르피리노젠 III는 유로포르피리노젠 III 생성효소의 작용에 의해 선형 테트라피롤인 하이드록시메틸빌레인(프리유로포르피리노젠)으로부터 생성된다.
|  |

유로포르피리노젠 III 생성효소의 촉매 과정에서 마지막 피롤 단위의 아세틸기와 프로피오닐기의 위치 교환을 수반하고, 마지막 고리의 수소 원자와 첫 번째 고리의 하이드록시기가 반응하여 거대고리를 닫는 축합 반응이 일어난다. 
헴과 엽록소의 생합성에서 유로포르피리노젠 III는 유로포르피리노젠 III 탈카복실화효소에 의해 코프로포르피리노젠 III 로 전환된다. 시로헴의 생합성 과정에서 유로포르피리노젠 III는 두 개의 메틸기 전이효소에 의해 다이하이드로시로하이드로클로린으로 전환되고, 이어서 시로헴 보결분자단의 전구체인 시로하이드로클로린으로 산화된다.

## 의학적 중요성
유로포르피리노젠 III 생성효소가 존재하지 않거나 불활성인 경우, 하이드록시메틸빌레인은 유로포르피리노젠 III 의 구조 이성질체인 유로포르피리노젠 I으로 자발적으로 고리화된다. 유로포르피리노젠 III 와 달리, 유로포르피리노젠 I 은 아세틸기("A")와 프로피오닐기("P")는 AP-AP-AP-AP의 대칭 순서로 배열되어 있다. 이 경우, 다음 단계에서 생성된 코프로포르피리노젠 I은 누적되어 선천성 적혈구생성 포르피린증을 유발한다.

## 같이 보기
- 유로포르피리노젠
- 하이드록시메틸빌레인